# Nhục bồ đoàn

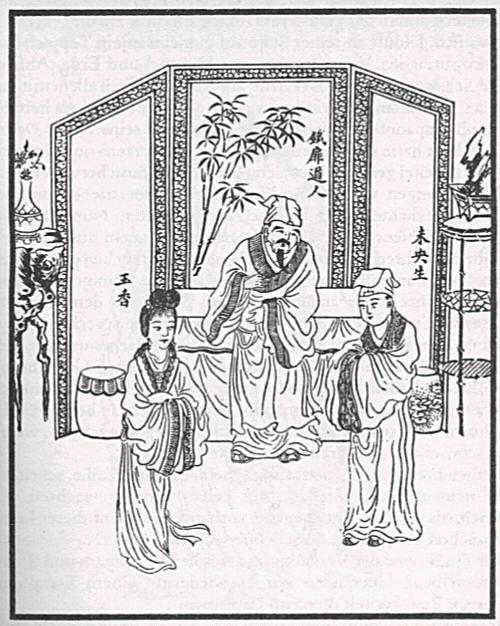
Bản khắc gỗ năm 1894

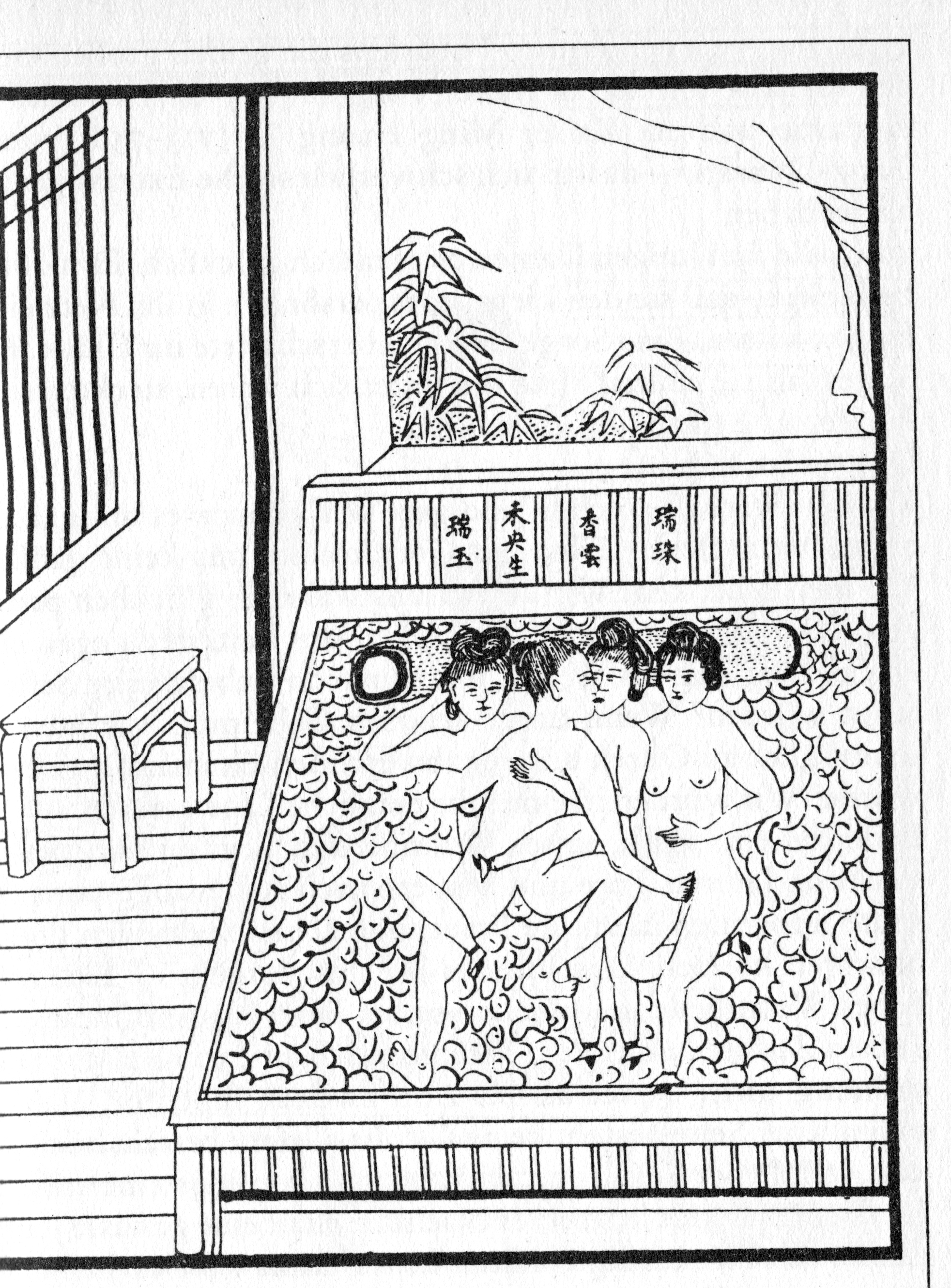
Cảnh làm tình tập thể, bản khắc gỗ 1894

Nhục bồ đoàn (tiếng Trung: 肉蒲團) là một tác phẩm văn học của Trung Quốc sử dụng mặt trái để nói mặt phải, nói con người luôn trông ngóng xa xôi chứ không biết nhìn gần.
Câu chuyện bắt đầu vào đời Nguyên (1280-1368), khoảng năm Chí Hòa (1328).

## Nhân vật chính
Nhân vật chính của truyện là Bán Dạ Sinh, một chàng trai thư sinh trẻ đẹp, nhưng bản tính đam mê tửu sắc, thích ban đêm mà không thích ban ngày, thích lúc nửa đêm mà không thích sau nửa đêm. Đây là người không thích công danh, tự phụ là người thông minh tài hoa nhất trên đời và muốn có những người đẹp nhất thiên hạ.

## Nội dung
Nghe danh một nhà ẩn tu có tiếng, một lần Bán Dạ Sinh đến và nhận lời khuyên từ người này nhưng tuổi trẻ vẫn không thể bỏ phí sự vui chơi.
Một vị túc nho "Thiết phi đạo nhân" có con gái tên Quý Hương xinh đẹp, danh giá và học thức, sau nhiều lần bị thuyết phục đã chấp nhận gả con cho Bán Dạ Sinh nhưng với điều kiện phải ở rể. Lúc đầu, với những gì được giáo dục từ nhỏ, cô gái không chấp nhận những việc sai trái. Sau đó do sự thuyết phục khéo léo mà cô gái đã sa đà vào bản ngã của mình.
"Thiết phi đạo nhân" là người cố chấp, thích chất phác, không ưa phong lưu nên không hợp với chàng rể. Chàng rể Bán Dạ Sinh ra đi, kết bạn với "Tái côn lôn", một siêu trộm tự phụ cho rằng không gì không trộm được, và có thể lặp lại bất cứ khi nào cũng được.
Một thuật sĩ đã  trợ giúp Bán Dạ Sinh bằng cách ghép dương vật của chó với của anh ta để tăng sức mạnh cũng như độ lớn.

### Các cuộc tình
Người đầu tiên là vợ của Quyền Lão Thực (người bán tơ), nhũ danh Diễm Phương, là một người con gái dáng vẻ xinh đẹp sống với quan niệm làm phận đàn bà thì chuyện dâm dục nếu không làm thì thôi, đã làm thì nên làm cho tới nơi tới chốn, mà hưởng đời được chút nào hay chút ấy, chớ có làm cẩu thả mà uổng phí xuân xanh một đời. Chồng của thị là người nghèo không quyền thế nên đã bán lại vợ cho Bán Dạ Sinh qua tay "Tái côn lôn". Diễm Phương nhanh chóng có thai và sinh ra hai gái.
Người thứ hai là Hương Vân ở kế vách. Chồng nàng tên Hiên Hiên Tử, là một gã Hiếu liêm tuy tài cao nhưng hạnh đoản, tuy danh trọng nhưng phẩm đê, tuổi đã ngoài năm mươi, vợ trước đã chết, Hương Vân là kế thất, đang mở trường dạy học. Hiên Hiên tử trọ ngoài tỉnh, mỗi tháng chỉ về ngủ với vợ một hai tối mà thôi.
Cô Thần, tên đầy đủ là Hoa Thần là cô của Hương Vân, cháu cô Thần là Thuỵ Châu, Thuỵ Ngọc. Ba người này với Hương Vân thành bộ tứ chơi trác táng với Bán Dạ Sinh trong thời gian Diễm Phương dưỡng thai.

### Sự trả giá
Quyền Lão Thực do yếu thế chấp nhận bán vợ nhưng không nguôi ý trả thù đã đổi tên là Lã Toại Tâm và tìm đến Quý Hương (vợ ở quê của Bán Dạ Sinh). Với quyết tâm trả thù, anh ta lấy được cảm tình của "Thiết phi đạo nhân", được gả cho ả a hoàn Như Ý và sống trong gia trang của cha vợ Bán Dạ Sinh.
Quý Hương do sự trống vắng lại đọc những quyển sách dâm dật của Bán Dạ Sinh để lại, đã không kiềm được dục vọng khi thấy Quyền Lão Thực hành sự với Như Ý. Sự thể không như dự tính, lòng dâm khó dừng Quý Hương có thai đã rủ Quyền Lão Thực thu thập đồ dùng và trốn đi.
Ham tìm của mới lạ, sau khi từ gửi Diễm Phương và hai con cho "Tái Côn Lôn" về nhận được tin vợ cũ mất, Bán Dạ Sinh đi tìm danh kỹ mà tiếng đồn khắp đế kinh không ngờ lại là vợ cũ Quý Hương. Quý Hương thấy chồng tìm đến mình thì xấu hổ nên tự vẫn.
Khi nghe tin Diễm Phương cũng như Quý Hương bỏ nhà trốn theo trai, Bán Dạ Sinh đã đến với Cô phong hòa thượng và trở thành một hòa thượng với tên Ngu Sa.

## Chuyển thể
- Phim "Tình dục và Thiền" (Sex and Zen, 玉蒲團之偷情寶鑑) năm 1991. Đạo diễn Michael Mak Kwok-fung, diễn viên Lawrence Ng Kai Wah, Kent Cheng, La Liệt, Diệp Tử My, Từ Cẩm Giang
- Phim "Tình dục và Thiền II" (Sex and Zen II, 玉蒲团之玉女心经) năm 1996, có sự than gia diễn xuất của Thư Kỳ và Từ Cẩm Giang
- Phim "Tình dục và Thiền III" (Sex and Zen III, 玉蒲团之官人我還要) năm 1998
- Phim 3D 3D肉蒲團之極樂寶鑑 năm 2011